# Большое Панарино
Большое Панарино — деревня в Задонском районе Липецкой области России. Входит в состав Каменского сельсовета. Расположена на берегу Дона. Вблизи деревни проходит автотрасса федерального значения М4 «Дон».

## География
Деревня расположена на Среднерусской возвышенности, в южной части региона, в центральной части Задонского района, на правом берегу реки Дон, под Яковлевским лесом.
Расстояние до районного центра (города Задонска) — 1 км.
Абсолютная высота — 113 метров над уровнем моря.
Ближайшие населённые пункты — деревня Малое Панарино, деревня Затишье, село Паниковец, деревня Локтево, село Болховское, город Задонск.
Общая площадь земель деревни — 0,032 тыс. га

## История
Деревня Панарина впервые упоминается в 1620 году. В документах 1778 года деревня названа уже Большим Понарином.

## Население
| 2010 |
| ---- |
| 160  |

По данным Всероссийской переписи, в 2010 году численность населения деревни составляла 160 человек (74 мужчины и 86 женщин).

## Инфраструктура
Личное подсобное хозяйство.

## Транспорт
Есть безымянная остановка общественного транспорта в центре села. Другая ближайшая остановка общественного транспорта «Задонск — Роснефть».
Общая протяженность улично-дорожной сети в существующих границах деревни — 20,5 км